# Rampa de la Aurora
La Rampa de la Aurora es el nombre de una vía muy transitada de la ciudad de Málaga, España.
Ubicado en el barrio de La Trinidad del Distrito Centro, debe su nombre al vecino edificio del antiguo convento de la Aurora María.
La Rampa de la Aurora parte de la bifurcación de la Avenida de Fátima en dirección Sur hacia tres vías: a la derecha la Calle Feijoo, en el centro la rampa en sí y a la izquierda un túnel de tráfico entre la Avenida de Fátima y la Calle Cuarteles bajo el Pasillo de Santo Domingo. El final de la Rampa acaba en la confluencia de la Calle de los Mármoles. 
La acera occidental (de estrechas dimensiones) de la Rampa de la Aurora colinda con el convento de la Aurora María (antigua sede de la Escuela Técnica Superior de Arquitectura de Málaga) y la Plaza de la Aurora (en un nivel inferior) en cuyo lateral se encuentra el Hotel Málaga Centro.
El lado oriental de la calle no tiene acera sino que da al muro de separación entre el túnel (en un nivel inferior) y el cauce del río Guadalmedina.
El tráfico rodado en vía es de sentido único hacia el Sur (al igual que el resto de la Avenida de Fátima). Un semáforo permite el cambio de dirección hacia el Oeste (Calle Mármoles) o hacia el Este (por el Puente de Alfonso XIII o de la Aurora hacia la Tribuna de los Pobres y la Avenida de La Rosaleda).
Frente a este cruce se encuentra la vía peatonal denominada Pasillo de Santo Domingo del barrio de El Perchel.